# David Ogden Watkins
David Ogden Watkins, född 8 juni 1862, död 20 juni 1938, var en amerikansk politiker och jurist och tillförordnad guvernör i New Jersey från 1898 till 1899.

## Tidigt liv
Watkins föddes i Woodbury, New Jersey. Han läste i offentliga skolor, studerade sedan juridik och antogs till advokatsamfundet i New Jersey 1893.

## Politisk karriär
Watkins första politiska uppdrag var som borgmästare i Woodbury, New Jersey, från 1886 till 1890. Senare tjänstgjorde han i Woodburys stadsfullmäktige från 1892 till 1898 och var ordförande där från 1895 till 1897.
Han var ledamot i New Jerseys parlament från 1887 till 1899. Den 18 oktober 1898 avgick guvernör Foster M. Voorhees och Watkins blev tillförordnad guvernör i sin egenskap av talman i senaten. Han tjänstgjorde till den 16 januari 1899, då Voorhees, sedan han vunnit guvernörsvalet den hösten, återkom som guvernör.
Från 1900 till 1903 var han federal åklagare för New Jersey.. Från 1903 till 1909 var han delstatens kommissionär för bank- och försäkringsväsende.
Han avled den 20 juni 1938 och begravdes på Green Cemetery i Woodbury.